# 切里萊克鎮區 (北達科他州埃迪縣)
切里萊克鎮區（英語：Cherry Lake Township）是位於美國北達科他州埃迪縣的一個鎮區。

## 地方資料
切里萊克鎮區的面積為90.51平方千米，當中陸地面積為86.46平方千米，而水域面積為4.05平方千米。根據2020年美國人口普查的數據，當地共有人口36人，而人口密度為每平方千米0.4人。